# Ташлыков, Геннадий Николаевич
Генна́дий Никола́евич Ташлыко́в (1936 год, г. Березники, СССР — 1998 год, г. Березники, РФ) — почетный металлург, заслуженный металлург РСФСР, Герой Социалистического Труда.

## Биография
Родился в 1936 г. в г. Березники (пос. Дедюхино) в семье рабочего .
В 1954 г. начал работать на Березниковском магниевом заводе.
С 1955 служил в рядах СА.
После армии в 1959 вернулся на комбинат, работал печевым титанового производства, старшим печевым, бригадиром печевых цеха хлорирования , бригадиром по наладке технол. оборудования. Его бригаде неоднократно присваивалось звание «Лучший коллектив комбината».

## Награды
Герой Социалистического Труда (1981 г.), два ордена Ленина, орден «Знак Почёта».